# Argentré
Argentré är en kommun i departementet Mayenne i regionen Pays de la Loire i nordvästra Frankrike. Kommunen ligger i kantonen Argentré som tillhör arrondissementet Laval. År 2022 hade Argentré 2 908 invånare.

## Befolkningsutveckling
Antalet invånare i kommunen Argentré
| Referens: INSEE |